# Polynema sublestum
Polynema sublestum är en stekelart som beskrevs av Girault 1938. Polynema sublestum ingår i släktet Polynema och familjen dvärgsteklar. Inga underarter finns listade i Catalogue of Life.